# 빌헬름 그림
빌헬름 카를 그림(독일어: Wilhelm Carl Grimm, 1786년 2월 24일 ~ 1859년 12월 16일)은 독일의 언어학자이자 동화 수집가로서, 야코프 그림의 동생이다.
1814년 카셀의 도서관 사서가 되고, 뒤에 형과 함께 괴팅겐에 부임하여 교수가 되었으나, 1837년 하노버 왕 어네스트 오거스터스의 명을 어겨 파면되었다. 1841년 형과 함께 베를린 학사원 회원이 되었다. 형과 협력하여 공동 사업의 완성에 노력하였다. 저서로 《독일 영웅의 전설》, 《독일 답운사 연구》 등이 있다.

## 같이 보기
- 야코프 그림